# Podosoje (Vrlika)
Podosoje falu Horvátországban Split-Dalmácia megyében. Közigazgatásilag Vrlikához tartozik.

## Fekvése
Splittől légvonalban 43, közúton 68 km-re északra, községközpontjától  2 km-re délkeletre, a Svilaja-hegység északi lábánál, a Vrlikai mező nyugati szélén, a Peruča-tó nyugati szegletében fekszik. A településen áthalad a Zágrábot Splittel összekötő 1-es számú főút. Településrészei Šembrun, Stražine, Grabići és Zduš.

## Története
Ez a vidék 1688-ban Knin velencei ostromával egy időben szabadult fel a török uralom alól. Ezt követően Boszniából és Hercegovinából érkezett új keresztény lakosság, köztük mintegy háromszáz pravoszláv család települt át Vrlika környékére. Ők voltak a mai lakosság ősei. Az 1714-ben kitört velencei-török háború során rövid időre újra török kézre került, de a háború végén 1718-ban az új határt már a Dinári-hegységnél húzták meg és ezzel végleg velencei kézen maradt. 1797-ben a Velencei Köztársaság megszűnésével a település a Habsburg Birodalom része lett. 1806-ban Napóleon csapatai foglalták el és 1813-ig francia uralom alatt állt. Napóleon bukása után ismét Habsburg uralom következett, mely az első világháború végéig tartott. 1857-ben 523, 1910-ben 802 lakosa volt. Az I. világháború után rövid ideig az Olasz Királyság, ezután a Szerb-Horvát-Szlovén Királyság, majd Jugoszlávia része lett. A második világháború idején olasz csapatok szállták meg. A háború után a település a szocialista Jugoszlávia része lett. 1991-től a független Horvátországhoz tartozik. Ekkor lakosságának 71 százaléka horvát, 26 százaléka szerb nemzetiségű volt. A délszláv háború során szerb lakói csatlakoztak a Krajinai Szerb Köztársasághoz, a többségi horvát lakosság pedig elmenekült. 1995. augusztus 6-án a „Vihar” hadművelet során foglalták vissza a horvát csapatok. Lakossága 2011-ben 194 fő volt. A katolikus hívek a vrlikai plébániához tartoznak.

## Lakosság
| Lakosság változása | Lakosság változása | Lakosság változása | Lakosság változása | Lakosság változása | Lakosság változása | Lakosság változása | Lakosság változása | Lakosság változása | Lakosság változása | Lakosság változása | Lakosság változása | Lakosság változása | Lakosság változása | Lakosság változása | Lakosság változása |
| ------------------ | ------------------ | ------------------ | ------------------ | ------------------ | ------------------ | ------------------ | ------------------ | ------------------ | ------------------ | ------------------ | ------------------ | ------------------ | ------------------ | ------------------ | ------------------ |
| 1857               | 1869               | 1880               | 1890               | 1900               | 1910               | 1921               | 1931               | 1948               | 1953               | 1961               | 1971               | 1981               | 1991               | 2001               | 2011               |
| 523                | 518                | 563                | 665                | 933                | 802                | 743                | 919                | 865                | 839                | 669                | 612                | 492                | 512                | 251                | 194                |